# Институт истории, археологии и этнографии ДФИЦ РАН
Институ́т исто́рии, археоло́гии и этногра́фии ДФИЦ РАН — научно-исследовательское учреждение в составе Дагестанского федерального исследовательского центра Российской академии наук.
Официальное наименование: Институт истории, археологии и этнографии - обособленное подразделение Федерального государственного бюджетного учреждения науки Дагестанского федерального исследовательского центра Российской академии наук (с 2020 г.).
Аббревиатура: ИИАЭ ДФИЦ РАН.

## Направления исследований
- Комплексное исследование этногенеза, этнокультурного облика народов, современных этнических процессов, историко-культурного взаимодействия в России и зарубежном мире
- Сохранение и изучение историко-культурного наследия: выявление, систематизация, научное описание, реставрация и консервация
- Дагестанское общество в истории Кавказа и России: власть, демократия, личность
- Исследование государственного развития России и её места в мировом историческом и культурном процессе

## История
Был создан в 1924 году как Дагестанский научно-исследовательский институт по инициативе дагестанского наркома просвещения А. А. Тахо-Годи, а первым его директором был избран Д. М. Павлов. В 1938 году был переименован в Институт истории, языка и литературы. При создании в 1945 году Дагестанской базы АН СССР (с 1949 г. Дагестанский филиал АН СССР) Институт был включён в его состав и стал академическим научным учреждением. В 1992 году постановлением президиума Российской академии наук ИИЯЛ был разделён на два института: Институт истории, археологии и этнографии (ИИАЭ) и Институт языка, литературы и искусства им. Г. Цадасы (ИЯЛИ). Институт располагается в Махачкале на улице Магомеда Ярагского.

### Директора
ДагНИИ (Институт культуры при Совете народных комиссаров ДАССР)
- Д. М. Павлов (1924—1930)
- И. М. Алиев (1931—1934)
- А. К. Тлюняев (1935—1935)
- Г. А. Гаджибеков (1936—1937)

ИИЯиЛ
- д. и. н. Р. М. Магомедов (1938—1941, 1945—1946)
- А. Ф. Назаревич (1941—1945)
- Н. П. Эмиров (1947—1951)
- Г. Г. Кочарьянц (1951—1953)
- Г. Б. Муркелинский (1953—1954, и. о.)
- д.и.н. Г. Д. Даниялов (1954—1972)
- акад. Г. Г. Гамзатов (1972—1991)

ИИАЭ
- член-корр. РАН А. И. Османов (1992—2009)
- акад. Х. А. Амирханов (2009—2015)
- к. и. н. М. А. Мусаев (2015—2020)
- к.и.н. Р. С. Абдулмажидов (с 2021)

## Подразделения
- Отдел древней и средневековой истории
- Отдел новой и новейшей истории (в составе имеется: Научная группа подготовки и публикации исторических источников)
- Отдел археологии (в составе: Научная группа охранных раскопок)
- Отдел этнографии
- Отдел востоковедения (в составе: Научная группа археографии и источниковедения)
- Отдел социологии

При институте действуют Музей археологии и этнографии, Фонд восточных рукописей (с лабораториями по оцифровке и реставрации) и Научный архив.

## Сотрудники
В ИИАЭ работают около 70 научных сотрудников, в том числе члены Российской академии наук, заслуженные деятели науки Российской Федерации и Республики Дагестан, лауреаты Государственной премии и Премий Правительства РФ в области науки, образования, культуры:
- Агларов, Мамайхан Агларович (1935—2017)
- Айтберов, Тимур Магомедович
- Алиев, Багомед Гадаевич
- Алимова, Барият Магомедовна
- Амирханов, Хизри Амирханович
- Атаев, Дибир Муслимович
- Гаджиев, Владлен Гадисович (1925—2006)
- Гаджиев, Магомед Гаджиевич (1935—2003)
- Гаджиев, Муртазали Серажутдинович
- Гаджиева, Сакинат Шихамедовна (1914—2004)
- Гамзатов, Гаджи Гамзатович (1926—2011)
- Гимбатова, Мадина Багавутдиновна
- Гмыря, Людмила Борисовна
- Давудов, Омар Маламагомедович
- Дадаев, Юсуп Усманович
- Далгат, Эльмира Муртузалиевна
- Даниялов, Гаджиали Даниялович (1911—2006)
- Искендеров, Гаджимурад Абдуллаевич (1939—2017)
- Каймаразов, Гани Шихвалиевич
- Каяев, Али Абдул-Гамидович (1878—1943)
- Кидирниязов, Даниял Сайдахмедович
- Котович, Владимир Герасимович (1925—1979)
- Кудрявцев, Александр Абакарович
- Магомедов, Ахмед Магомедович
- Магомедов, Мурад Гаджиевич
- Магомедов, Назим Абдурахманович
- Магомедов, Расул Магомедович (1910—2005)
- Магомедсалихов, Хайбула Гамзатович
- Магомедханов, Магомедхан Магомедович
- Маммаев, Мисрихан Маммаевич
- Мирзабеков, Мирзабек Яхьяевич
- Мусаев, Махач Абдулаевич
- Мусаева, Майсарат Камиловна
- Оразаев, Гасан Магомедрасулович
- Османов, Ахмед Ибрагимович (1935—2020)
- Османов, Магомед-Загир Османович (1930—2007)
- Османов, Магомед-Нури Османович (1924—2015)
- Рамазанова, Зоя Бутаевна
- Саидов, Магомед-Саид Джамалутдинович (1902—1985)
- Семёнов, Игорь Годович
- Сефербеков, Руслан Ибрагимович
- Сулейманов, Сагим Ильясович (1929—2020)
- Хашаев, Хаджи-Мурад Омарович (1909—1971)
- Шахбанова, Мадина Магомедкамиловна
- Шихсаидов, Амри Рзаевич (1928—2019)

## Издания
- «Вестник Института истории, археологии и этнографии» (ISSN 2078-1423) [2005—2017]
- «История, археология и этнография Кавказа» (ISSN 2618-6772, eISSN 2618-849X) [2018 — н. в.]

## Награды
- Орден «Знак Почёта» (1974) — «За заслуги в развитии исторической и филологической науки».